# Leichtathletik-Europameisterschaften 2006/Resultate Frauen
Bei den Leichtathletik-Europameisterschaften 2006 wurden 23 Wettbewerbe der Frauen ausgetragen. Ergänzend hinzu kam nun auch der 3000-Meter-Hindernislauf. So war das EM-Programm für Frauen und Männer fast identisch. Abweichungen gab es in der Länge der kurzen Hürdenstrecke, in den Gewichten der Wurfgeräte sowie in der Anzahl der Mehrkampfdisziplinen. Einzig das 50-km-Gehen blieb noch alleine den Männern vorbehalten.

## 100 m
| Platz | Athletin              | Land | Zeit (s) |
| ----- | --------------------- | ---- | -------- |
| 1     | Kim Gevaert           | BEL  | 11,06    |
| 2     | Jekaterina Grigorjewa | RUS  | 11,22    |
| 3     | Irina Chabarowa       | RUS  | 11,22    |
| 4     | Joice Maduaka         | GBR  | 11,24    |
| 5     | Julija Guschtschina   | RUS  | 11,31    |
| 6     | Julija Neszjarenka    | BLR  | 11,34    |
| 7     | Sylviane Félix        | FRA  | 11,40    |
| 8     | Daria Onyśko          | POL  | 11,43    |

Datum: 9. August, 20:25 Uhr
Wind: +0,8 m/s
Kim Gevaert wirkte vom Vorlauf bis zum Halbfinale so souverän, dass sie als klare Favoritin ins Finale ging. Sie wurde dieser Rolle gerecht und siegte überlegen. Kim Gevaert gewann die erste Goldmedaille bei Europameisterschaften für Belgien seit 1971.

## 200 m
| Platz | Athletin               | Land | Zeit (s) |
| ----- | ---------------------- | ---- | -------- |
| 1     | Kim Gevaert            | BEL  | 22,68    |
| 2     | Julija Guschtschina    | RUS  | 22,93    |
| 3     | Natalja Russakowa      | RUS  | 23,09    |
| 4     | Monika Bejnar          | POL  | 23,28    |
| 5     | Sylviane Félix         | FRA  | 23,45    |
| 6     | Jekaterina Kondratjewa | RUS  | 23,58    |
| 7     | Olena Tschebanu        | UKR  | 23,63    |
| 8     | Angela Moroșanu        | ROU  | 23,66    |

Datum: 11. August, 20:45 Uhr
Wind: −0,8 m/s
Seit den ersten Europameisterschaften für Frauen 1938 hatte keine Belgierin Gold gewinnen können. Nun konnte Kim Gevaert zwei Tage nach ihrem Titelgewinn über 100 Meter auch 200 Meter souverän für sich entscheiden. Im Ziel wurde sie von der Hochspringerin Tia Hellebaut erwartet, die unmittelbar vor dem Start des 200-Meter-Laufes Hochsprung-Gold gewonnen hatte. Die beiden Belgierinnen gingen gemeinsam auf die Ehrenrunde.

## 400 m
| Platz | Athletin            | Land | Zeit (s) |
| ----- | ------------------- | ---- | -------- |
| 1     | Wanja Stambolowa    | BUL  | 49,85    |
| 2     | Tatjana Weschkurowa | RUS  | 50,15    |
| 3     | Olga Saizewa        | RUS  | 50,28    |
| 4     | Marijana Dimitrowa  | BUL  | 50,64 PB |
| 5     | Ilona Ussowitsch    | BLR  | 50,69 NR |
| 6     | Nicola Sanders      | GBR  | 50,87    |
| 7     | Swetlana Pospelowa  | RUS  | 50,90    |
| 8     | Joanne Cuddihy      | IRL  | 51,46    |

Datum: 10. August, 18:50 Uhr
Wie bei den Männern war auch bei den Frauen der 400-Meter-Lauf der erste Wettbewerb, in dem keine Endlaufteilnehmerin von 2002 das Finale erreichte. Allerdings waren erfahrene Staffelläuferinnen am Start. Die Siegerin Wanja Stambolowa hatte in den vorherigen Runden ihre Mitfavoritenrolle gefestigt. Als größte Überraschung darf gewertet werden, dass die andere Favoritin Olga Saizewa „nur“ Bronze gewann. Die Belarussin Ilona Ussowitsch hatte bereits in der Qualifikation einen neuen Landesrekord aufgestellt (50,74 s) und unterbot diesen dann im Finale nochmals.

## 800 m
| Platz | Athletin               | Land | Zeit (min) |
| ----- | ---------------------- | ---- | ---------- |
| 1     | Olga Kotljarowa        | RUS  | 1:57,38    |
| 2     | Swetlana Kljuka        | RUS  | 1:57,48    |
| 3     | Rebecca Lyne           | GBR  | 1:58,45    |
| 4     | Tetjana Petljuk        | UKR  | 1:58,65    |
| 5     | Brigita Langerholc     | SLO  | 1:59,30    |
| 6     | Teodora Kolarowa       | BUL  | 2:00,00 PB |
| 7     | Mayte Martínez         | ESP  | 2:00,10    |
| 8     | Swetlana Tscherkassowa | RUS  | 2:03,43    |

Datum: 10. August, 20:05 Uhr
Die Russinnen waren nach der Bestenliste vor den Europameisterschaften mit den schnellsten Zeiten gemeldet und mussten nur ein langsames Rennen fürchten, weil dann die Spurtkraft der Spanierin Martínez zu beachten war. Swetlana Tscherkassowa opferte ihre Chancen und gab die Tempomacherin. Sie fiel zwar am Schluss auf den letzten Platz zurück, aber ihre Teamkolleginnen gewannen Gold und Silber. Die Siegerin Olga Kotljarowa, seit Jahren Mitglied erfolgreicher russischer 4-mal-400-Meter-Staffeln, kam nach ihrem Umstieg auf die 800-Meter-Distanz zu ihrem ersten großen Einzeltitel.

## 1500 m
| Platz | Athletin             | Land | Zeit (min) |
| ----- | -------------------- | ---- | ---------- |
| 1     | Tatjana Tomaschowa   | RUS  | 3:56,91 CR |
| 2     | Julija Tschischenko  | RUS  | 3:57,61    |
| 3     | Daniela Jordanowa    | BUL  | 3:59,37    |
| 4     | Jelena Sobolewa      | RUS  | 4:00,36    |
| 5     | Lidia Chojecka       | POL  | 4:01,43    |
| 6     | Corina Dumbrăvean    | ROU  | 4:02,24    |
| 7     | Natalija Tobias      | UKR  | 4:02,71 PB |
| 8     | Iryna Lischtschynska | UKR  | 4:04,98    |

Datum: 13. August, 15:55 Uhr
Wie in fast allen Rennen der Frauen wurde auch in dieser Entscheidung von Beginn das Tempo forciert. Die zweimalige Weltmeisterin konnte nach Bronze in München 2002 nun auch Europameisterschaftsgold gewinnen. Die Bulgarin Jordanowa, Fünfte in München 2002, eroberte im Endspurt noch Platz drei und verhinderte einen russischen Dreifachsieg.

## 5000 m
| Platz | Athletin            | Land | Zeit (min)  |
| ----- | ------------------- | ---- | ----------- |
| 1     | Marta Domínguez     | ESP  | 14:56,18 CR |
| 2     | Lilija Schobuchowa  | RUS  | 14:56,57    |
| 3     | Elvan Abeylegesse   | TUR  | 14:59,29    |
| 4     | Joanne Pavey        | GBR  | 15:01,41    |
| 5     | Wolha Krauzowa      | BLR  | 15:06,47    |
| 6     | Sabrina Mockenhaupt | GER  | 15:11,38    |
| 7     | Susanne Wigene      | NOR  | 15:11,79    |
| 8     | Krisztina Papp      | HUN  | 15:16,85    |

Datum: 12. August, 17:15 Uhr
Von den acht Erstplatzierten hatten vier Läuferinnen am Montag zuvor bereits am 10.000-Meter-Lauf teilgenommen. Die Siegerin Marta Domínguez konnte ihren Titel von 2002 erfolgreich verteidigen. Die gebürtige Äthiopierin Elvan Abeylegesse hatte im 10.000-Meter-Lauf entkräftet aufgegeben, konnte sich aber hinreichend erholen, um die erste Medaille für die Türkei bei diesen Europameisterschaften zu gewinnen. Die Britin Jo Pavey hatte für die entscheidende Tempoverschärfung gesorgt, konnte aber nicht in die Medaillenränge laufen.

## 10.000 m
| Platz | Athletin            | Land | Zeit (min)  |
| ----- | ------------------- | ---- | ----------- |
| 1     | Inga Abitowa        | RUS  | 30:31,42 PB |
| 2     | Susanne Wigene      | NOR  | 30:32,36 PB |
| 3     | Lidija Grigorjewa   | RUS  | 30:32,72 PB |
| 4     | Galina Bogomolowa   | RUS  | 30:35,90    |
| 5     | Lornah Kiplagat     | NED  | 30:37,26    |
| 6     | Jeļena Prokopčuka   | LAT  | 30:38,78 NR |
| 7     | Marta Domínguez     | ESP  | 30:51,69 NR |
| 8     | Sabrina Mockenhaupt | GER  | 31:40,28    |

Datum: 7. August, 20:10 Uhr
Alle drei Medaillengewinnerinnen – die Russin Inga Abitowa, die Norwegerin Susanne Wigene und die Russin Lidija Grigorjewa – liefen persönliche Bestleistungen. Die Viertplatzierte Galina Bogomolowa und die Niederländerin Lornah Kiplagat erreichten jeweils die Saisonbestzeit. Die Lettin Jeļena Prokopčuka und die Spanierin Marta Domínguez stellten nationale Rekorde auf. Persönliche Saisonbestleistungen erreichten die achtplatzierte Deutsche Sabrina Mockenhaupt und ihre Landsfrau Irina Mikitenko auf dem neunten Platz. Die Schweizerin Mirja Jenni-Moser wurde mit persönlicher Bestleistung Siebzehnte.

## Marathon
| Platz | Athletin             | Land | Zeit (h)   |
| ----- | -------------------- | ---- | ---------- |
| 1     | Ulrike Maisch        | GER  | 2:30:01 PB |
| 2     | Olivera Jevtić       | SER  | 2:30:27 PB |
| 3     | Irina Permitina      | RUS  | 2:30:53    |
| 4     | Živilė Balčiūnaitė   | LTU  | 2:31:01    |
| 5     | Bruna Genovese       | ITA  | 2:31:15    |
| 6     | Alewtina Biktimirowa | RUS  | 2:31:23    |
| 7     | Deborah Toniolo      | ITA  | 2:31:31    |
| 8     | Giovanna Volpato     | ITA  | 2:32:04    |

Datum: 12. August, 12:10 Uhr
Ulrike Maisch hatte 2002 den achten Platz belegt und war hier eigentlich nur als drittstärkste deutsche Läuferin eingeschätzt worden. Sie lief das Tempo der Spitzengruppe bei den ersten Beschleunigungen nach der Halbmarathonmarke nicht mit, konnte aber im Schlussabschnitt alle Läuferinnen überholen und die erste Goldmedaille im Marathon der Frauen für Deutschland gewinnen. Olivera Jevtić gewann die erste Medaille für Serbien bei diesen Europameisterschaften.

## 100 m Hürden
| Platz | Athletin           | Land | Zeit (s) |
| ----- | ------------------ | ---- | -------- |
| 1     | Susanna Kallur     | SWE  | 12,59    |
| 2     | Kirsten Bolm       | GER  | 12,72    |
| 2     | Derval O’Rourke    | IRL  | 12,72 NR |
| 4     | Glory Alozie       | ESP  | 12,86    |
| 5     | Aurelia Trywiańska | POL  | 12,90    |
| 6     | Alexandra Antonowa | RUS  | 12,93    |
| 7     | Jenny Kallur       | SWE  | 12,94    |
| 8     | Adrianna Lamalle   | FRA  | 12,99    |

Datum: 11. August, 19:50 Uhr
Wind: +0,5 m/s
Susanna Kallur errang das erste Gold einer schwedischen Läuferin seit 1982 Ann-Louise Skoglund den 400-Meter-Hürdenlauf gewonnen hatte. Da Susanna Kallurs Zwillingsschwester Jenny nur Siebte wurde, konnten die Kallur-Schwestern nicht den Erfolg der Brüder Mirosław Wodzyński und Leszek Wodzyński wiederholen, die als Geschwister im 110-Meter-Hürdenlauf bei den Europameisterschaften 1974 zwei Medaillen gewannen.
Zuerst wurde die Irin Derval O’Rourke mit Landesrekord als alleinige Zweitplatzierte geführt. Nach Auswertung der beiden Zielfotos legte die deutsche Mannschaft Protest ein, dem stattgegeben wurde. So bekam Kirsten Bolm ebenfalls Silber überreicht.

## 400 m Hürden
| Platz | Athletin                       | Land | Zeit (s) |
| ----- | ------------------------------ | ---- | -------- |
| 1     | Jewgenija Issakowa             | RUS  | 53,93 PB |
| 2     | Fani Chalkia                   | GRE  | 54,02    |
| 3     | Tetjana Tereschtschuk-Antipowa | UKR  | 54,55    |
| 4     | Claudia Marx                   | GER  | 54,99    |
| 5     | Natalja Iwanowa                | RUS  | 55,04 PB |
| 6     | Anna Jesień                    | POL  | 55,16    |
| 7     | Tasha Danvers-Smith            | GBR  | 55,56    |
| 8     | Anastassija Rabtschenjuk       | UKR  | 55,74    |

Datum: 9. August, 20:10 Uhr

## 3000 m Hindernis
| Platz | Athletin               | Land | Zeit (min) |
| ----- | ---------------------- | ---- | ---------- |
| 1     | Alesja Turawa          | BLR  | 9:26,05 CR |
| 2     | Tatjana Petrowa        | RUS  | 9:28,05    |
| 3     | Wioletta Janowska      | POL  | 9:31,62    |
| 4     | Ljubow Iwanowa         | RUS  | 9:33,53    |
| 5     | Veerle Dejaeghere      | BEL  | 9:35,78    |
| 6     | Jelena Sidortschenkowa | RUS  | 9:38,05    |
| 7     | Ida Nilsson            | SWE  | 9:39,24 NR |
| 8     | Zulema Fuentes-Pila    | ESP  | 9:40,36 NR |

Datum: 12. August, 16:15 Uhr
Der 3000-Meter-Hindernislauf der Frauen wurde erstmals im Rahmen der Europameisterschaften ausgetragen. Die Siegerin Alesja Turawa lief persönliche Saisonbestleistung; sie ist die Schwester der Geherin Ryta Turawa, die hier in Göteborg das 20-km-Gehen gewann.
In den Qualifikationswettbewerben wurden gleich drei Landesrekorde gebrochen. Von der Niederländerin Miranda Boonstra (9:45:87 min), von Elena Romagnolo aus Italien (9:52:38 min) und von der Griechin Iríni Kokkinaríou (9:53:07 min). Alle drei konnten sich jedoch nicht für das Finale qualifizieren.

## 4 × 100 m Staffel
| Platz | Land           | Athletinnen                                                                   | Zeit (s) |
| ----- | -------------- | ----------------------------------------------------------------------------- | -------- |
| 1     | Russland       | Julija Guschtschina Natalja Russakowa Irina Chabarowa Jekaterina Grigorjewa   | 42,71    |
| 2     | Großbritannien | Anyika Onuora Emma Ania Emily Freeman Joice Maduaka                           | 43,51    |
| 3     | Belarus        | Julija Neszjarenka Natallja Safronnikawa Alena Neumjarschyzkaja Aksana Drahun | 43,61    |
| 4     | Ukraine        | Olena Tschebanu Halyna Tonkowyd Iryna Schtanhjejewa Iryna Schepertjuk         | 43,97    |
| 5     | Schweden       | Susanna Kallur Carolina Klüft Jenny Kallur Emma Green                         | 44,16    |
| DSQ   | Deutschland    | Katja Wakan Marion Wagner Cathleen Tschirch Verena Sailer                     |          |
| DSQ   | Frankreich     | Véronique Mang Fabienne Beret-Martinel Adrianna Lamalle Muriel Hurtis-Houairi |          |
| DSQ   | Belgien        | Hanna Mariën Frauke Penen Olivia Borlée Kim Gevaert                           |          |

Datum: 13. August, 14:50 Uhr
Der Zieleinlauf in diesem Rennen war sehr übersichtlich, nachdem gleich drei Staffeln wegen Wechselfehlern das Ziel nicht erreichten. Die russische Mannschaft war allen anderen Teams deutlich überlegen; sie bestand ausschließlich aus Läuferinnen, die bei diesen Europameisterschaften im 100-Meter- oder im 200-Meter-Lauf Medaillen gewonnen hatten. Die schwedische Staffel, bestehend aus zwei Hürdenläuferinnen, einer Hochspringerin und einer Siebenkämpferin, hatte zwar die prominenteste Besetzung, die Wechsel waren jedoch nicht sicher und so erreichte das Team nur mit Glück das Ziel.
Die irische Staffel, die sich nicht für das Finale qualifizieren konnte, lief im Vorlauf mit 44,38 s irischen Landesrekord.

## 4 × 400 m Staffel
| Platz | Land           | Athletinnen                                                              | Zeit (min) |
| ----- | -------------- | ------------------------------------------------------------------------ | ---------- |
| 1     | Russland       | Swetlana Pospelowa Natalja Iwanowa Olga Saizewa Tatjana Weschkurowa      | 3:25,12    |
| 2     | Belarus        | Juljana Schalnjaruk Swjatlana Ussowitsch Hanna Kosak Ilona Ussowitsch    | 3:27,69    |
| 3     | Polen          | Monika Bejnar Grażyna Prokopek Ewelina Sętowska Anna Jesień              | 3:27,77    |
| 4     | Großbritannien | Lee McConnell Emma Duck Marilyn Okoro Nicola Sanders                     | 3:28,17    |
| 5     | Deutschland    | Korinna Fink Claudia Hoffmann Anja Pollmächer Claudia Marx               | 3:28,18    |
| 6     | Ukraine        | Ksenija Karandjuk Oksana Iljuschkina Oksana Schtscherbak Natalija Pyhyda | 3:30,95    |
| 7     | Frankreich     | Phara Anacharsis Thélia Sigère Anita Mormand Solène Désert               | 3:32,38    |
| 8     | Bulgarien      | Monika Gatschewska Marijana Dimitrowa Teodora Kolarowa Nedjalka Nedkowa  | 3:33,75    |

Datum: 13. August, 16:15 Uhr

## 20 km Gehen
| Platz | Athletin            | Land | Zeit (h)    |
| ----- | ------------------- | ---- | ----------- |
| 1     | Ryta Turawa         | BLR  | 1:27:08     |
| 2     | Olga Kaniskina      | RUS  | 1:28:35     |
| 3     | Elisa Rigaudo       | ITA  | 1:28:37     |
| 4     | Kjersti Plätzer     | NOR  | 1:28:45     |
| 5     | Claudia Ștef        | ROU  | 1:29:27     |
| 6     | Sabine Zimmer       | GER  | 1:29:56     |
| 7     | Sylwia Korzeniowska | POL  | 1:30:31 NBL |
| 8     | Vera Santos         | POR  | 1:30:41 PB  |

Datum: 9. August, 17:15 Uhr
Ryta Turawa setzte sich bereits im Stadion unmittelbar nach dem Start deutlich von allen Verfolgerinnen ab und ging zu einem in keiner Phase des Wettbewerbs gefährdeten Start-Ziel-Sieg. Ryta Turawa ist die Schwester von Alesja Turawa, die in Göteborg den 3000-Meter-Hindernislauf gewann. Die siebtplatzierte Polin Sylwia Korzeniowska ging neue Bestleistung. Sie ist die jüngere Schwester von Robert Korzeniowski, der 1998 und 2002 Europameister im 50-km-Gehen war.

## Hochsprung
| Platz | Athletin               | Land | Höhe (m)     |
| ----- | ---------------------- | ---- | ------------ |
| 1     | Tia Hellebaut          | BEL  | 2,03 NR / CR |
| 2     | Wenelina Wenewa        | BUL  | 2,03 CR      |
| 3     | Kajsa Bergqvist        | SWE  | 2,01         |
| 4     | Blanka Vlašić          | CRO  | 2,01         |
| 4     | Jelena Slessarenko     | RUS  | 1,99         |
| 4     | Iryna Mychaltschenko   | UKR  | 1,95         |
| 7     | Jekaterina Sawtschenko | RUS  | 1,95         |
| 7     | Anna Tschitscherowa    | RUS  | 1,95         |

Datum: 11. August, 18:30 Uhr
Vor heimischem Publikum galt die Titelverteidigerin Kajsa Bergqvist als hohe Favoritin, aber in einem hochklassigen Wettkampf mit vier Springerinnen über 2,01 m gewann sie wie ihr Landsmann Stefan Holm nur Bronze im Hochsprung. Es siegte die Siebenkämpferin Tia Hellebaut, die im Finale zwei Landesrekorde aufstellen konnte. Im letzten Sprung der Konkurrenz scheiterte die Bulgarin Wenelina Wenewa knapp an 2,05 m und verpasste so das erste Hochsprunggold bei Europameisterschaften nach Stefka Kostadinowa 1986 für Bulgarien.
Deirdre Ryan sprang in der Qualifikation irischen Landesrekord (1,92 m), konnte sich damit aber nicht für das Finale qualifizieren.

## Stabhochsprung
| Platz | Athletin           | Land | Höhe (m) |
| ----- | ------------------ | ---- | -------- |
| 1     | Jelena Issinbajewa | RUS  | 4,80 CR  |
| 2     | Monika Pyrek       | POL  | 4,65     |
| 3     | Tatjana Polnowa    | RUS  | 4,65     |
| 4     | Swetlana Feofanowa | RUS  | 4,50     |
| 5     | Martina Strutz     | GER  | 4,50 PB  |
| 6     | Silke Spiegelburg  | GER  | 4,50     |
| 7     | Naroa Agirre       | ESP  | 4,45     |
| 8     | Róza Kasprzak      | POL  | 4,40     |

Datum: 12. August, 15:00 Uhr
Die Titelverteidigerin Swetlana Feofanowa hatte bei 4,60 m ihren ersten Fehlversuch und pokerte dann. Sie konnte aber keinen gültigen Sprung mehr erzielen und blieb medaillenlos. Die Zweite von 2002 und Weltrekordlerin Jelena Issinbajewa stieg erst bei 4,60 m ein. Nachdem sie mit übersprungenen 4,80 m Gold sicher hatte, versuchte sie sich dreimal chancenlos an der neuen Weltrekordhöhe von 5,02 m. Ob sie selber angesichts des Regens wirklich mit einer Chance auf den Rekord rechnete oder ob sie nur dem Publikum einen Gefallen erweisen wollte, blieb unklar.

## Weitsprung
| Platz | Athletin              | Land | Weite (m) |
| ----- | --------------------- | ---- | --------- |
| 1     | Ljudmila Koltschanowa | RUS  | 6,93      |
| 2     | Naide Gomes           | POR  | 6,84      |
| 3     | Oxana Udmurtowa       | RUS  | 6,69      |
| 4     | Wiktorija Rybalko     | UKR  | 6,62      |
| 5     | Adina Anton           | ROU  | 6,54      |
| 6     | Carolina Klüft        | SWE  | 6,54      |
| 7     | Niurka Montalvo       | ESP  | 6,50      |
| 8     | Natalja Lebussowa     | RUS  | 6,49      |

Datum: 13. August, 15:15 Uhr
Im Finale stand nur eine Springerin, die bei der EM 2002 den Endkampf erreicht hatte. Die Ungarin Tünde Vaszi schied aber als Neunte im Vorkampf aus. Die beiden favorisierten Russinnen kamen auch in die Medaillenränge, wurden aber von der Portugiesin Naide Gomes bedrängt. Gomes hatte zwar in der Halle schon Medaillen gewonnen, errang aber hier die erste Medaille im Springen für Portugal bei Freilufteuropameisterschaften überhaupt.

## Dreisprung
| Platz | Athletin           | Land | Weite (m) |
| ----- | ------------------ | ---- | --------- |
| 1     | Tatjana Lebedewa   | RUS  | 15,15 CR  |
| 2     | Chrysopigi Devetzi | GRE  | 15,05     |
| 3     | Anna Pjatych       | RUS  | 15,02 PB  |
| 4     | Olha Saladucha     | UKR  | 14,38 PB  |
| 5     | Olessja Bufalowa   | RUS  | 14,23     |
| 6     | Teresa Marinowa    | BUL  | 14,20     |
| 7     | Adelina Gavrilă    | ROU  | 14,19     |
| 8     | Natallja Safronawa | BLR  | 14,13     |

Datum: 9. August, 17:45 Uhr
Im ersten Versuch des Wettbewerbs sprang Chrysopigi Devetzi auf 15,05 m persönliche Saisonbestleistung. Die beiden favorisierten Russinnen Anna Pjatych und Tatjana Lebedewa rückten aber mit jedem Durchgang näher. Mit ihrem letzten Sprung gelang es Lebedewa, die Griechin zu überholen und Europameisterin zu werden.

## Kugelstoßen
| Platz | Athletin             | Land | Weite (m) |
| ----- | -------------------- | ---- | --------- |
| 1     | Natallja Charaneka   | BLR  | 19,43     |
| 2     | Nadseja Astaptschuk  | BLR  | 19,42     |
| 3     | Petra Lammert        | GER  | 19,17     |
| 4     | Olga Rjabinkina      | RUS  | 19,02     |
| 5     | Assunta Legnante     | ITA  | 18,83     |
| 6     | Nadine Kleinert      | GER  | 18,47     |
| 7     | Irina Chudoroschkina | RUS  | 18,44     |
| 8     | Chiara Rosa          | ITA  | 18,23     |

Datum: 12. August, 13:35 Uhr
Im ersten Versuch ging Nadine Kleinert in Führung, konnte sich aber danach nicht mehr steigern. Petra Lammert übernahm mit 19,06 m im zweiten Durchgang die erste Position. Im Endkampf wurde sie von den beiden Belarussinnen überholt. Es gewann die amtierende Hallenweltmeisterin Natallja Charaneka vor der amtierenden Freiluftweltmeisterin Nadseja Astaptschuk. Die deutsche Nadine Kleinert wurde zum dritten Mal in Folge Sechste bei Europameisterschaften. In einem an Höhepunkten armen Wettbewerb – was sicherlich auch durch das Wetter bedingt war – übertraf einzig die Italienerin Assunta Legnante ihre persönliche Jahresbestleistung.

## Diskuswurf
| Platz | Athletin                  | Land | Weite (m) |
| ----- | ------------------------- | ---- | --------- |
| 1     | Darja Pischtschalnikowa   | RUS  | 65,55 PB  |
| 2     | Franka Dietzsch           | GER  | 64,35     |
| 3     | Nicoleta Grasu            | ROU  | 63,58     |
| 4     | Kateryna Karsak           | UKR  | 62,45     |
| 5     | Wioletta Potępa           | POL  | 61,78     |
| 6     | Elina Swerawa             | BLR  | 61,72     |
| 7     | Věra Pospíšilová-Cechlová | CZE  | 60,71     |
| 8     | Dragana Tomašević         | SER  | 60,20     |

Datum: 10. August, 19:30 Uhr
Die Teilnehmerliste wies einige Werferinnen mit jahrelanger Erfahrung auf. Die zehntplatzierte Belarussin Iryna Jattschanka (40 Jahre) und die sechstplatzierte Belarussin Elina Swerawa (45 Jahre) waren beide bei den Europameisterschaften 1990 für die Sowjetunion im Ring gewesen. Die deutsche Franka Dietzsch (38 Jahre) und die Rumänin Nicoleta Grasu (34 Jahre) erreichten wie 1998 das Siegerpodest. Franka Dietzsch ging als Weltjahresbeste favorisiert in den Wettkampf, wurde ihrer Rolle jedoch nicht gang gerecht. Die 21-jährige Siegerin Darja Pischtschalnikowa – sie warf persönliche Bestleistung – ist seit 2001 erfolgreich, als sie Jugendeuropameisterin und Jugendvizeweltmeisterin wurde. Die achtplatzierte Serbin Dragana Tomašević stellte in der Qualifikation einen neuen Landesrekord (63,63 m) auf.

## Hammerwurf
| Platz | Athletin              | Land | Weite (m) |
| ----- | --------------------- | ---- | --------- |
| 1     | Tatjana Lyssenko      | RUS  | 76,67 CR  |
| 2     | Gulfija Chanafejewa   | RUS  | 74,50     |
| 3     | Kamila Skolimowska    | POL  | 72,58     |
| 4     | Maryna Smaljatschkowa | BLR  | 71,87     |
| 5     | Betty Heidler         | GER  | 70,89     |
| 6     | Kathrin Klaas         | GER  | 70,59     |
| 7     | Clarissa Claretti     | ITA  | 69,78     |
| 8     | Iryna Sekatschowa     | UKR  | 69,08     |

Datum: 8. August, 19:30 Uhr

## Speerwurf
| Platz | Athletin            | Land | Weite (m) |
| ----- | ------------------- | ---- | --------- |
| 1     | Steffi Nerius       | GER  | 65,82     |
| 2     | Barbora Špotáková   | CZE  | 65,64     |
| 3     | Mercedes Chilla     | ESP  | 61,98     |
| 4     | Christina Obergföll | GER  | 61,89     |
| 5     | Christina Scherwin  | DEN  | 61,81     |
| 6     | Rumjana Karapetrowa | BUL  | 61,78 PB  |
| 7     | Barbara Madejczyk   | POL  | 59,92     |
| 8     | Annika Suthe        | GER  | 58,25     |

Datum: 13. August, 14:35 Uhr
Bereits in der Qualifikation waren Barbora Špotáková und Steffi Nerius allen anderen Teilnehmerinnen deutlich überlegen gewesen. Die Tschechin hatte dabei sogar mit 66,12 m einen neuen Landesrekord aufgestellt.
Im Finale ging die Tschechin gleich in Führung, konnte sich aber nicht mehr steigern. Nerius übernahm die Spitze im fünften Durchgang und gewann mit ihrer Saisonbestleistung bei ihrer dritten Finalteilnahme ihre erste Goldmedaille. Ebenso spannend verlief der Kampf um die Bronzemedaille, den überraschend die Spanierin Mercedes Chilla gewann. Sie warf ebenfalls ihre Saisonbestleistung und errang als erste Spanierin überhaupt eine Medaille in einer Wurfdisziplin.

## Siebenkampf
| Platz | Athletin           | Land | Punkte  |
| ----- | ------------------ | ---- | ------- |
| 1     | Carolina Klüft     | SWE  | 6740    |
| 2     | Karin Ruckstuhl    | NED  | 6423 NR |
| 3     | Lilli Schwarzkopf  | GER  | 6420 PB |
| 4     | Jennifer Oeser     | GER  | 6376 PB |
| 5     | Ljudmyla Blonska   | UKR  | 6357    |
| 6     | Natalija Dobrynska | UKR  | 6356    |
| 7     | Kelly Sotherton    | GBR  | 6290    |
| 8     | Jessica Ennis      | GBR  | 6287 PB |

Datum: 7. und 8. August

Punktewertung von 1980
Der erste Mehrkampfwettbewerb, der Siebenkampf der Frauen, begann am ersten Wettkampftag. Haushohe Favoritin auf Gold war die schwedische Olympiasiegerin und Weltmeisterin Carolina Klüft, die ihre Saisonbestleistung am Ende erreichte. Die als stärkste Konkurrentin eingeschätzte Französin Eunice Barber musste nach zwei Disziplinen – in denen sie sehr gute Ergebnisse erreichte – den Wettkampf offensichtlich wegen einer Verletzung beenden. In einem dramatischen Zieleinlauf bei der letzten Disziplin, dem 800-Meter-Lauf, verpasste die deutsche Lilli Schwarzkopf um nur zwei Zehntelsekunden die Silbermedaille gegenüber der Niederländerin Karin Ruckstuhl. Beide beendeten den Wettkampf mit persönlicher Bestleistung. Die Niederländerin verbesserte dabei ihren eigenen Landesrekord. Die zweite Deutsche Jennifer Oeser steigerte gleich in vier Disziplinen ihre jeweiligen Bestleistungen und damit auch ihre eigene Bestmarke im Gesamtergebnis um 125 Punkte. Die Ukrainerin Natalija Dobrynska erzielte eine persönliche Saisonbestleistung.